# As Receitas Lá de Casa
As Receitas Lá de Casa foi um programa de televisão português de culinária emitido na RTP1, produzido pela FremantleMedia Portugal e apresentado por José Carlos Malato. Em 2018, devido à indisponibilidade do apresentador principal, Vanessa Oliveira foi a apresentadora substituta.
As Receitas Lá de Casa é uma competição em que duas duplas de amigos ou familiares se defrontam para provarem que são absolutamente imbatíveis na cozinha.
Para avaliar esta competição, os pratos das duas equipas serão provados pelos Chefs de serviço: Sónia Lopes Pontes ou Rodrigo Castelo, que decidirão qual o prato vencedor, conquistando essa equipa o prémio do dia (200€) e transitando para o programa seguinte.
A partir do dia 28 de outubro de 2018, o programa parou de ser transmitido diariamente passando só a ser ao domingo às 12 horas.

## Formato
O programa “As Receitas Lá de Casa” é uma competição em que duas duplas se defrontam (em cada programa) para provarem que cozinham melhor do que a equipa adversária. A receita a confeccionar em cada programa é definida pela Produção e é apresentada aos concorrentes através de um vídeo, onde se explica a receita de forma genérica e se enumera os ingredientes principais da mesma. A mesma receita nunca será repetida para um dos programas seguintes em que a equipa participe, sendo que cada dupla se mantém em jogo até ser eliminada por uma equipa adversária.
No primeiro programa da série, a bancada onde as duplas cozinham é definida pela Produção. Nos programas seguintes, a equipa vencedora do programa anterior ocupa a bancada da equipa vencedora, onde se mantém até ser destronada. As equipas cozinham em simultâneo e têm o mesmo tempo definido para a elaboração da receita, assim como têm à sua disposição os mesmos ingredientes para a confecção da mesma. De forma orgânica, em primeiro lugar é desvendada a receita que as equipas terão de preparar através de um vídeo. De seguida, ambas as equipas podem confirmar os ingredientes que têm à sua disposição na respectiva bancada e, em último lugar, o apresentador revela o tempo disponível para completarem a prova.
Nos primeiros 10 minutos apenas um dos elementos da dupla pode entrar na cozinha, sendo que é sorteado quem começa em frente a todos. Na “Confeção e Preparação do Prato”, as duplas organizam-se e dividem tarefas como entenderem, mas sempre tendo como premissas que todas as refeições devem ser elaboradas para 4 doses, devendo ser empratadas 3 refeições para ser provadas pelo jurado (Chef), que vai decidir qual a equipa que sai vencedora de cada programa. O tempo máximo de confecção é definido previamente pela Produção. Sempre que a Produção assim o entenda, pode ser confeccionada mais do que uma receita dentro do mesmo tempo limite para a prova.
Os pratos das duas equipas são provados por um jurado (Chef) definido pela Produção, que decidirá qual o prato vencedor, conquistando essa equipa o prémio e transitando a mesma para o programa seguinte.
Todos os episódios têm um prémio definido pela Produção, 200 euros em cartão de compras, para ser disputado pelas 2 equipas, prémio esse que será atribuído à equipa vencedora consoante a decisão do jurado designado pela Produção do programa. A equipa vencedora passará para o programa seguinte e se voltar a vencer acumulará o prémio.

## Chefes

### Chef Rodrigo Castelo
Nascido em Santarém, em 1980, Rodrigo desenvolveu desde cedo o gosto pela cozinha, influenciado pelo seu pai. Depois de ter terminado uma etapa profissional na indústria farmacêutica, decidiu inverter o rumo da sua carreira, concretizando um sonho antigo e, em outubro de 2013, inaugurou o restaurante Taberna Ó Balcão, em Santarém. O respeito pelos produtos do Ribatejo sempre fez parte da sua forma de estar na vida e na cozinha – mesmo quando se limitava a fazer petiscadas para os amigos. Por instinto e curiosidade tem vindo a desenvolver um consistente repertório gastronómico de inspiração tradicional e regional que lhe permite afirmar-se como uma referência nacional na cozinha. Tem levado o seu Ribatejo aos mais conceituados eventos gastronómicos do país: Congresso dos Cozinheiros, Peixe em Lisboa e Sangue na Guelra. Entre as distinções que ganhou até ao momento destacam-se o prémio “Mesa Diária” 2017, atribuído pela “Mesa Marcada”, 1º lugar na categoria “Restaurantes” no concurso “Revolta do Bacalhau” (2016), o prémio “Melhor Cozinha de Autor” e Medalha de Ouro no 6º Concurso de Iguarias e Vinhos do Tejo (2016), Medalha de Ouro no 9º Concurso de Gastronomia com Vinho do Porto (2015) e o prémio “Revelação” no 5º Concurso de Iguarias e Vinhos do Tejo – Tejo Gourmet (2015).

### Chef Sónia Pontes
Depois de 14 anos como diretora Comercial, Sónia resolveu mudar o rumo da sua vida. Como é uma apaixonada por pastelaria focou-se em conseguir um “um lugar ao sol” neste setor. Formou-se em Pastelaria na “Le Cordon Bleu” em Madrid. Desde 2014 é responsável por desenvolver produtos novos e diferenciadores no setor da pastelaria e por todo o processo de desenvolvimento e implementação em fábrica. Participa nas principais feiras do setor, como a Alimentaria Lisboa, Alimentaria Barcelona, Sisab e Conxemar. Lançou um bolo de marca própria (Bolo de Laranja da Sónia), que é vendido em mais de 14 países. Atualmente é procurada por grandes marcas nacionais e Internacionais e tem sobremesas suas em mais de 20 países.